# Blixt Gordon (film)
Blixt Gordon (engelska: Flash Gordon) är en amerikansk-brittisk science fiction-film som hade biopremiär i USA den 5 december 1980.

## Om filmen
Blixt Gordon regisserades av Mike Hodges. Manuset är baserat på serien Blixt Gordon. Queen gjorde stora delar av filmmusiken och släppte den på skivan Flash Gordon. Deep Roy var en av filmens stuntmän.

## Rollista (i urval)
- Sam J. Jones – Blixt Gordon
- Max von Sydow – kejsare Ming
- Chaim Topol – dr. Hans Zarkov
- Melody Anderson – Dale Arden
- Timothy Dalton – prins Barin
- Brian Blessed - prins Vultan
- Ornella Muti – prinsessan Aura
- Peter Wyngarde – Klytus
- Mariangela Melato – Kala

### Fotnoter
1. ↑  ”Flash Gordon” (på engelska). Box Office Mojo. 5 december 1980. http://www.boxofficemojo.com/movies/?id=flashgordon.htm. Läst 2 november 2016.